# Osella FA1M
O FA1M/FA1M-E é o modelo da Osella da temporada de 1989 e 1990 da F1. Condutores: Nicola Larini, Piercarlo Ghinzani e Olivier Grouillard.

## Resultados[1]
(legenda) 
| Ano  | Chassi | Motor                | N° | Pilotos            | 1     | 2     | 3     | 4     | 5     | 6     | 7     | 8     | 9     | 10    | 11    | 12    | 13    | 14    | 15    | 16    | Pontos | Posição  |  |
| ---- | ------ | -------------------- | -- | ------------------ | ----- | ----- | ----- | ----- | ----- | ----- | ----- | ----- | ----- | ----- | ----- | ----- | ----- | ----- | ----- | ----- | ------ | -------- |  |
|      |        |                      |    |                    |       |       |       |       |       |       |       |       |       |       |       |       |       |       |       |       |        |          |  |
|      |        |                      |    |                    | BRA   | SMR   | MON   | MEX   | USA   | CAN   | FRA   | GBR   | GER   | HUN   | BEL   | ITA   | POR   | ESP   | JAP   | AUS   |        |          |  |
| 1989 | FA1M   | Ford Cosworth DFR V8 | 17 | Nicola Larini      | DSQ P | 12† P | NPQ P | NPQ P | NPQ P | Ret P | NPQ P | Ret P | NPQ P | NPQ P | NPQ P | Ret P | NPQ P | Ret P | Ret P | Ret P | 0      | NC (17º) |  |
| 1989 | FA1M   | Ford Cosworth DFR V8 | 18 | Piercarlo Ghinzani | NPQ P | NPQ P | NPQ P | NPQ P | NPQ P | NPQ P | NPQ P | NPQ P | NPQ P | Ret P | NPQ P | NPQ P | NPQ P | Ret P | NPQ P | Ret P | 0      | NC (17º) |  |
|      |        |                      |    |                    |       |       |       |       |       |       |       |       |       |       |       |       |       |       |       |       |        |          |  |
|      |        |                      |    |                    | USA   | BRA   | SMR   | MON   | CAN   | MEX   | FRA   | GBR   | GER   | HUN   | BEL   | ITA   | POR   | ESP   | JAP   | AUS   |        |          |  |
| 1990 | FA1M   | Ford Cosworth DFR V8 | 14 | Olivier Grouillard | Ret P | Ret P |       |       |       |       |       |       |       |       |       |       |       |       |       |       | 0      | NC (15º) |  |
| 1990 | FA1M-E | Ford Cosworth DFR V8 | 14 | Olivier Grouillard |       |       | Ret P | NQ P  | 13 P  | 19 P  | NPQ P | NQ P  | NQ P  | NPQ P | 16 P  | Ret P | NQ P  | Ret P | NQ P  | 13 P  | 0      | NC (15º) |  |

† Completou mais de 90% da distância da corrida.